# Stryjki (województwo mazowieckie)
Stryjki – wieś w Polsce położona w województwie mazowieckim, w powiecie wołomińskim, w gminie Tłuszcz. Ma status sołectwa.
W latach 1975–1998 miejscowość położona była w województwie ostrołęckim.
Wierni Kościoła rzymskokatolickiego należą do parafii św. Stanisława w Postoliskach.